# Herbert Johanson
Pour les articles homonymes, voir Johanson.
 (janvier 2019).
Si vous disposez d'ouvrages ou d'articles de référence ou si vous connaissez des sites web de qualité traitant du thème abordé ici, merci de compléter l'article en donnant les références utiles à sa vérifiabilité et en les liant à la section « Notes et références ».
Herbert Voldemar Johanson, né le 10 septembre 1884 à Haljala et mort le 24 novembre 1964 à Göteborg, est un architecte estonien.

## Ouvrages principaux
- Salle du parlement dans le château de Toompea; 1920 (avec Eugen Habermann)
- Bâtiments résidentiels standards, Vana-Lõuna tänav 21, 23, 25, 31 et 35 (1922)[1],[2],[3],[4],[5],[6],[7],[8]
- Maison au Raua tänav 4 (1923–1924) (avec Eugen Habermann)
- École primaire de Pelgulinna, Ristiku tänav 69; 1927–1929
- Groupe de logements de travailleurs au Maisi tänav 6 (1929)
- Tallinna Teeninduskool (et); 1932–1935
- Bâtiment du lycée Elfriede Lender, Kreutzwaldi tänav 25 (1933–1935)
- Lycée français de Tallinn; –1937
- Banque d'Estonie[9], 1935 (Estonia puiestee 13),
- Chapelle du cimetière boisé de Tallinn ; 1936–1937
- Caserne de pompiers du centre de Tallinn; 1936–1939
- Hôpital central de Tallinn; 1937–1945
- Tallinna Ühisgümnaasium (et); 1938–1940
- Jakob Westholmi gümnaasium (et); 1938–1940

## Galerie

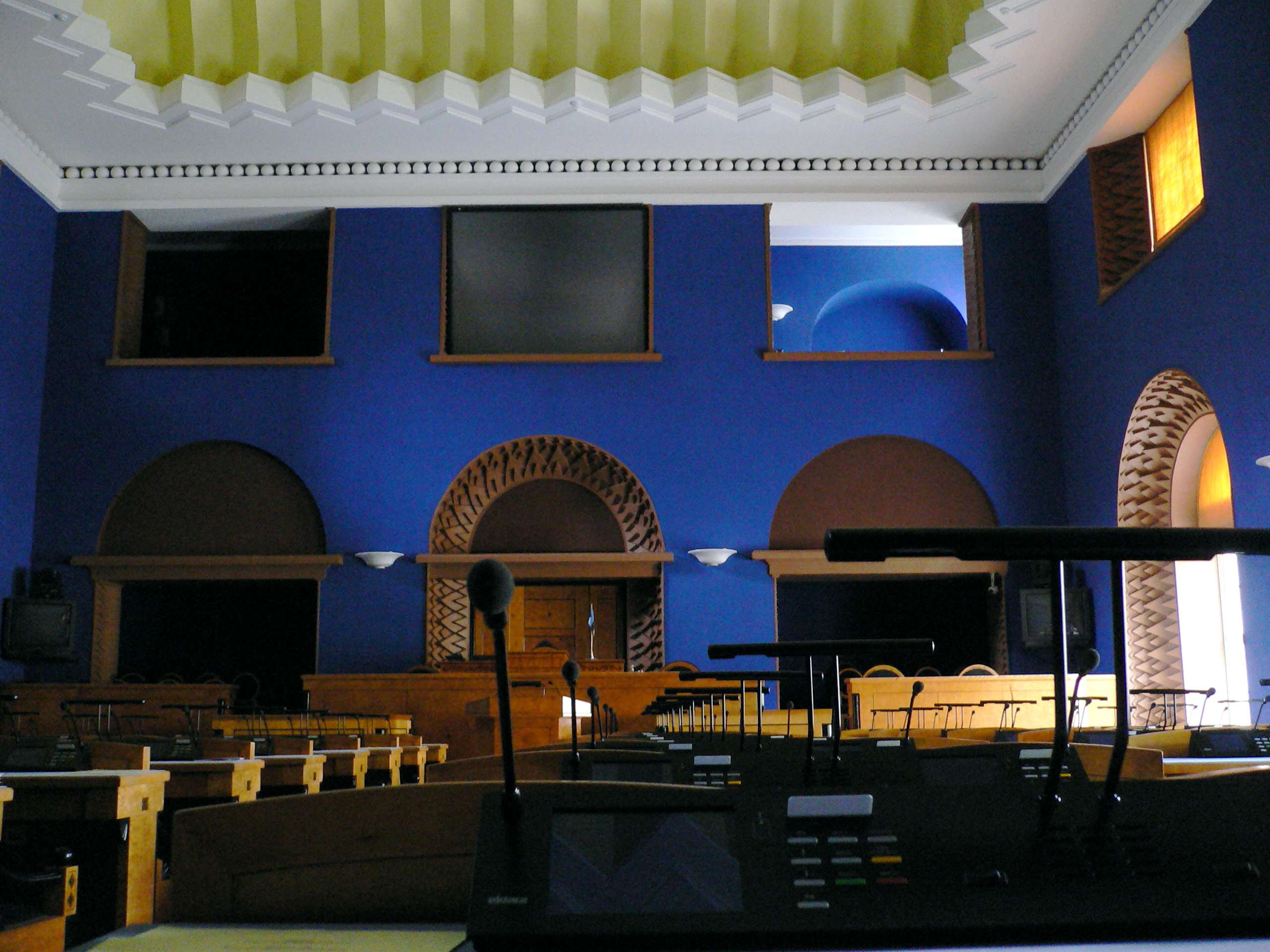
Salle du parlement
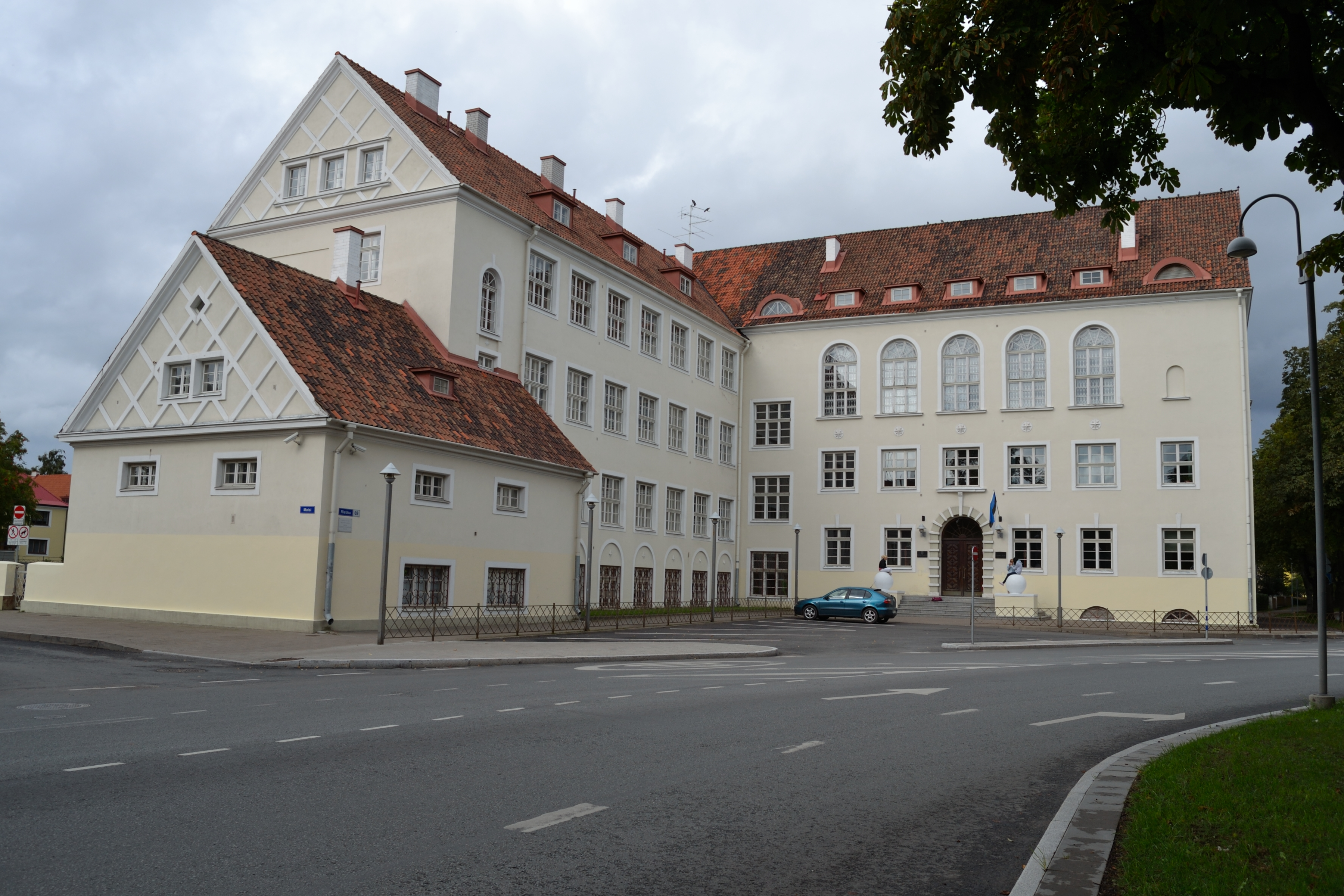
Ancienne école primaire de Pelgulinna, Ristiku tänav 69
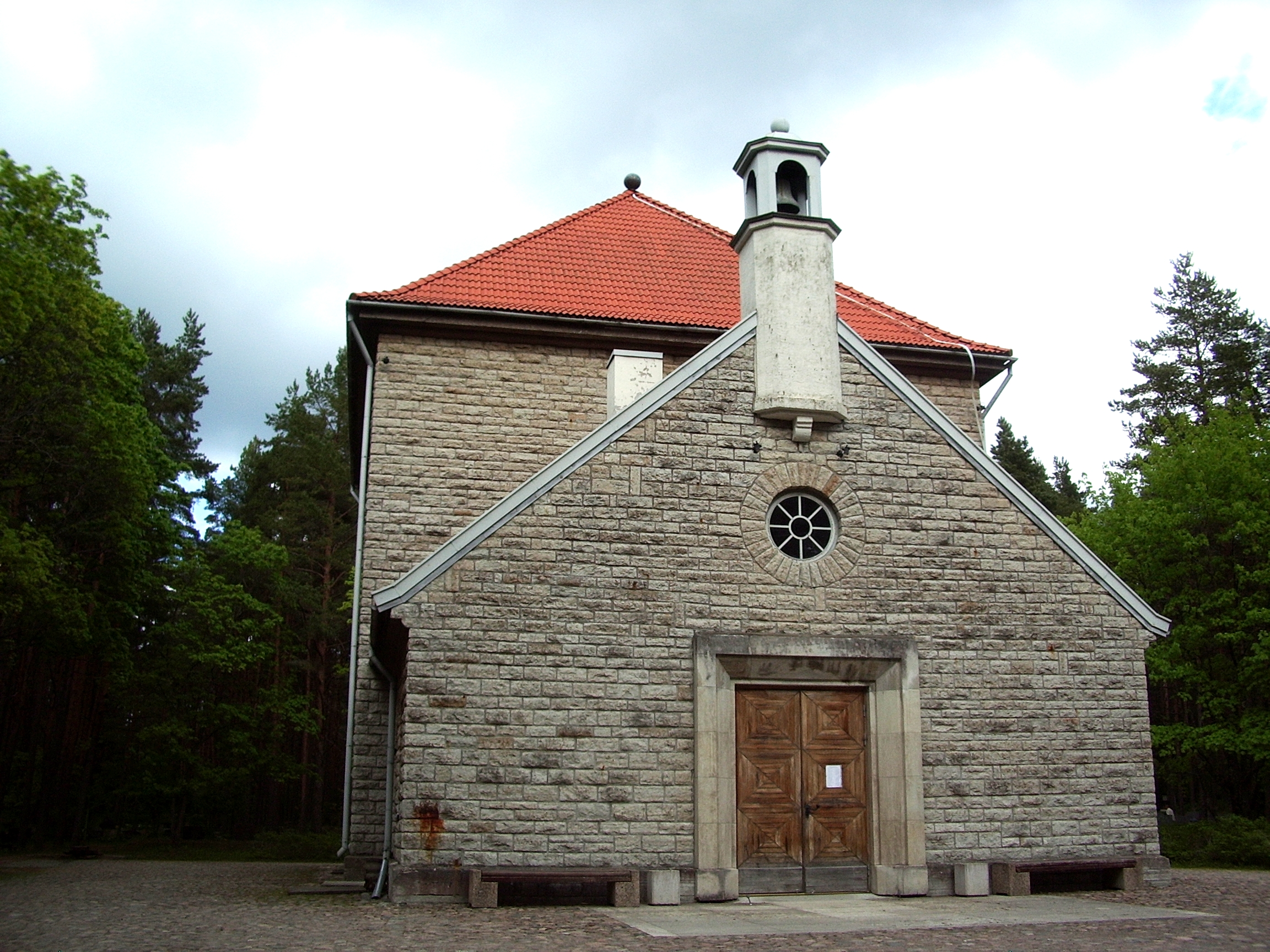
Chapelle du cimetière boisé de Tallinn
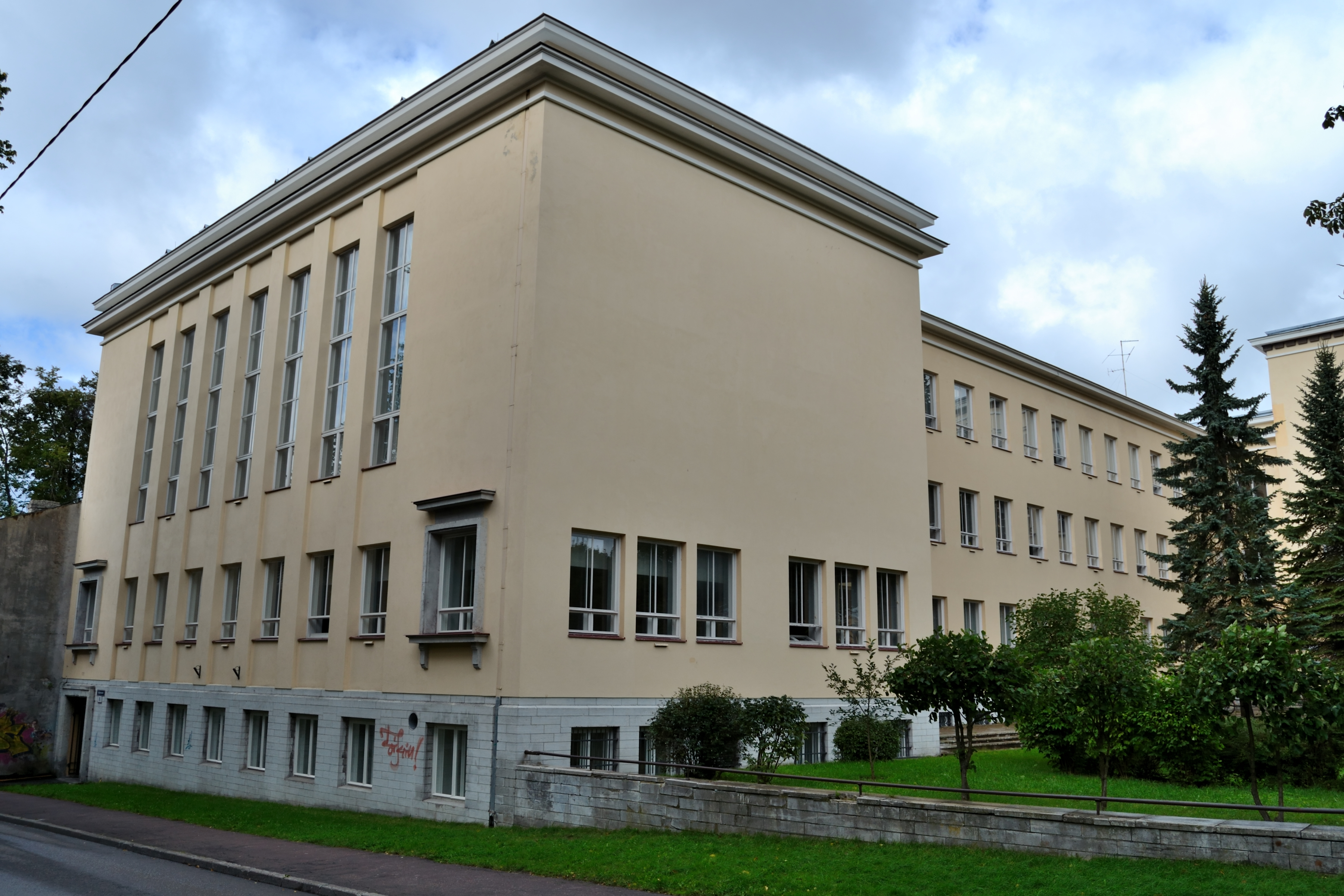
Gymnase Westholmi Kevade tn 8.
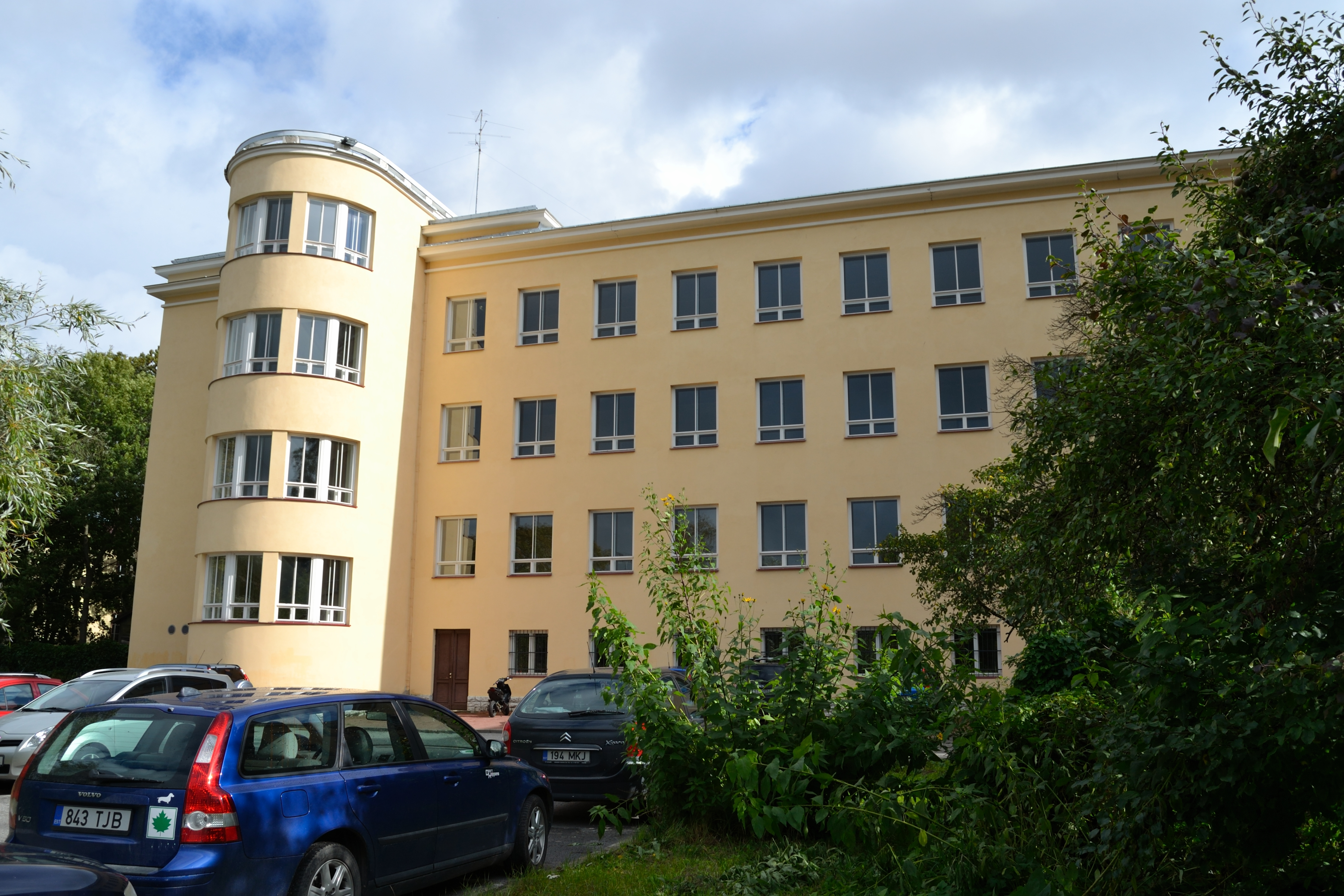
Gymnase Westholmi Kevade tn 8.
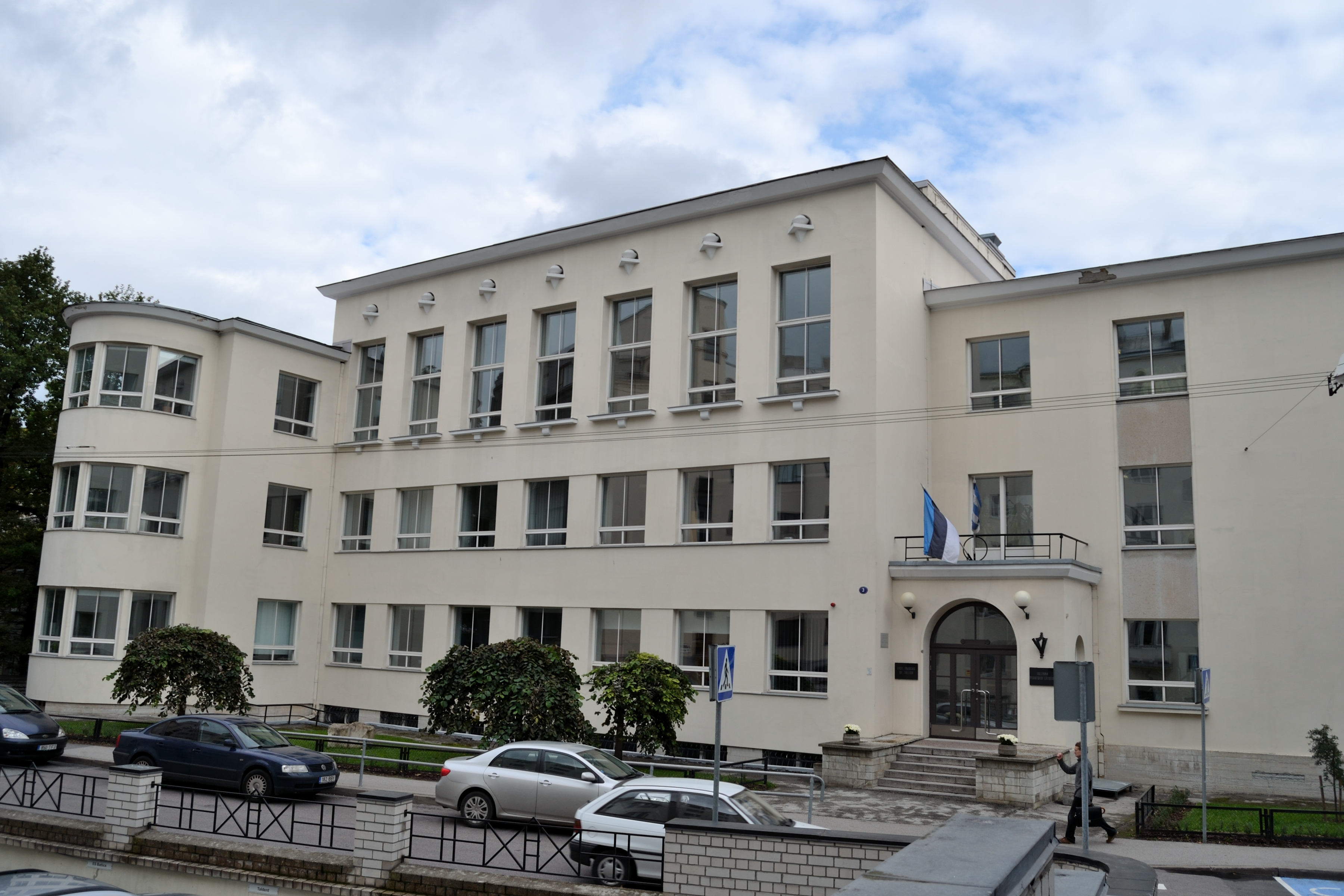
Lycée français de Tallinn